# ジョージ・ラム
ジョージ・ラム（林 子祥、George Lam、1947年10月12日 -）は、香港出身の歌手・俳優である。エンペラー・エンターテインメント・グループ／ミュージック・アイコン所属。

## 来歴
主に1970年代から活躍している。妻はサリー・イェー。
青年時代にバンドを結成してデビューするが、解散後にアメリカを放浪し、ポップス感覚を身に付けシンガーソングライターとしてデビューして地位を固める。サミュエル・ホイ　、テディ・ロビン・クァンとともに香港（広東）ポップスのパイオニアの一人として活躍する。
代表曲は『抉擇』、『活色生香』、『海市蜃樓』、『Ah Lam日記』、『最愛』、『真的漢子』など。
1976年、香港にてEMIの契約に署名し同社の歌手になった。同年に初の英語アルバム「Lam」でシンガーソングライターとしてソロデビュー。1978年には初の広東語アルバム「各師各法」をリリース。
1979年の「YMCA好知己」は日本のテレビ番組などで「YMCAヘンタイ体操」として紹介され（歌詞の「兄弟」が日本人には「ヘンタイ（＝変態）」と聞こえる）、これが契機となって同年に日本の東芝EMIから外国曲のカバーのみを集めたアルバムが発売された。
また一方では数多くの映画にも俳優として出演している。

## アルバム

### 広東語アルバム
- 1978年 各師各法
- 1979年 抉擇
- 1980年 摩登土佬、一個人
- 1981年 活色生香
- 1981年 林子祥精選
- 1982年 海市蜃樓
- 1983年 愛情故事
- 1984年 愛到發燒、林子祥創作歌集
- 1985年 林子祥85特輯 (LAM '85)、十分十二吋、誘惑
- 1986年 最愛、千億個夜晚
- 1987年 花街70号
- 1988年 林子祥創作+流行歌集、子祥經典音樂、生命之曲
- 1989年 長青歌集
- 1990年 日落日出、十三子祥
- 1991年 小説歌集
- 1992年 最難忘的你、祈望
- 1993年 93創作歌集
- 1994年 單手拍掌
- 1996年 縁是這樣
- 1997年 好氣連祥
- 1998年 現代人新曲+精選
- 2001年 只有林子祥
- 2004年 Until We Meet Again
- 2007年 佐治地球轉

### 英語アルバム
- 1976年 Lam
- 1977年 Lam II
- 1978年 Teresa Carpio & Lam
- 1990年 Lessons
- 1993年 When a Man Loves a Woman

### 北京語アルバム
- 1991年 這是你是真的傷了我的心
- 1992年 這樣愛過你
- 1993年 決定
- 1995年 感謝
- 1998年 尋祥歌

## 作品曲

### 広東語アルバム
- 1978年 各師各法 —— 三個願望、確係愛悶
- 1979年 抉擇 —— 點解娶老婆
- 1980年 摩登土佬 —— 分分鐘需要你、愛的美敦書、願愛得浪漫、廣告廣告
- 1980年 一個人 —— 在水中央、她的歌聲、執到寶、轉轉轉
- 1981年 林子祥精選 —— 愛的種子
- 1981年 活色生香 —— 活色生香、究竟天有幾高、再生人、沙漠小子、有句話、七月初七、走馬燈、可以不可以
- 1982年 海市蜃樓 —— 海市蜃樓、今天開始、幾段情歌
- 1983年 愛情故事 —— 小男人主義、懶舒服、熱血青年、阿喲心聲、巴黎街頭
- 1984年 愛到發燒 —— 邁歩向前、我偸望你偸看、石像
- 1984年 林子祥創作歌集 —— 水仙情、師傅教落、紅日豊収、再見楊柳、跳躍太陽下、誰能明白我、心肝寶貝、追憶、床上的法國煙、此情可待、説聲珍重
- 1985年 林子祥85特輯 (LAM '85) —— Moments、仍然記得個一次、零時十分、星光的背影
- 1985年 誘惑 —— 這一個夜、千枝針刺在心、為誰忙
- 1986年 最愛 —— Ah Lam日記（ジョージ・ラム唯一の広東語作詞作品）、曾經、冷冰冰的形象、一個早上
- 1986年 千億個夜晚 —— 風雨故人來、單身女人、今生以後
- 1987年 花街70号 —— April、似曾相識
- 1988年 林子祥創作+流行歌集 —— 毎夜唱不停、雨點、昨日街頭、幻覺、Talking About
- 1988年 生命之曲 —— 誰為你、真的漢子、三心一意、今晚可有空
- 1989年 長青歌集 —— 勝敗之間、矛盾
- 1990年 十三子祥 —— 似夢迷離、一咬O.K.

### 他のアーティストのための作品
- 路家敏 — 青蛙王子（作曲）
- 路家敏 — 小貓與我（作曲）
- テレサ・カルピオ — 仍然記得個一次（作曲）
- 林嘉寶 — 幸運兒（作曲）
- ポーラ・チョイ — 星光的背影（作曲）
- ダニー・チャン — 寵愛（作曲）
- サリー・イェー — 零時十分（作曲）
- サリー・イェー — 蒨意（作曲）
- サリー・イェー — 願意（作曲）
- サリー・イェー — 完全是你（作曲）
- 梅艶芳 — 抱緊眼前人（作曲）
- ジャスティン・ロー — 有火（作曲）
- 張敬軒 — 相對論（作曲）

## 映画
- 1978年 『各師各法』
- 1979年 『懵女・大賊・傻偵探』、『瘋劫』
- 1980年 『糊塗英雄』、『摩登土佬』
- 1981年 『ツイ・ハーク ミッション・ポッシブル M:P-1』、『ライフ・アフター・ライフ 輪廻転生』
- 1982年 『難兄難弟』、『望郷/ボート・ピープル』- 日本人ｶﾒﾗﾏﾝ芥川役
- 1983年 『ツイ・ハーク ミッション・ポッシブル M:P-2』
- 1984年 『デブゴンの快盗紳士録』、『バナナ・コップ』
- 1985年 『マギー・チャンのドッカン爆弾娘』、『アラン・タムの特撮(SFX)・異星人大騒動』、『七福星』
- 1986年 『最愛』
- 1987年 『通天大盗』
- 1988年 『三人世界』、『今夜星光燦爛』
- 1989年 『最佳男朋友』、『三人新世界』
- 1990年 『愛と欲望の街/上海セレナーデ』、『ドラキュラ』
- 1991年 『豪門夜宴』、『富貴吉祥』
- 1992年 『三人做世界』
- 1993年 『皆大歡喜』
- 1997年 『擁抱朝陽』、『BE MY BOY』
- 2004年 『六壮士』
- 2006年 『恋愛初歌』
- 2007年 『女人本色』、『野・良犬』 - 鈕喬澤 役